# (434194) 2003 FK127
(434194) 2003 FK127, também escrito como (434194) 2003 FK127, é um objeto transnetuniano que está localizado no Cinturão de Kuiper, uma região do Sistema Solar. Este corpo celeste é classificado como um cubewano. Ele possui uma magnitude absoluta de 7,3 e tem um diâmetro estimado com 160 km.

## Descoberta
(434194) 2003 FK127 foi descoberto no dia 30 de março de 2003, pelo astrônomo Marc W. Buie.

## Órbita
A órbita de (434194) 2003 FK127 tem uma excentricidade de 0,054 e possui um semieixo maior de 42,838 UA. O seu periélio leva o mesmo a uma distância de 40,539 UA em relação ao Sol e seu afélio a 45,136 UA.